# Szymon Staśkiewicz
Szymon Staśkiewicz (Zielona Góra, 3 gennaio 1987) è un pentatleta polacco.

## Biografia
Ha rappresentato l'Polonia ai Giochi olimpici estivi di Londra 2012 e Rio de Janeiro 2016, classificandosi rispettivamente al 24º posto ed al 27º posto nell gara maschile.

## Palmarès
- Mondiali

Varsavia 2014: bronzo nella staffetta mista;
Berlino 2015: bronzo nella staffetta maschile;
- Europei

Medway 2011: argento nella staffetta maschile;
- Giochi mondiali militari

Wuhan 2019: bronzo a squadre;